# Macrobrochis immaculata
Macrobrochis immaculata är en fjärilsart som beskrevs av Clayton Dissinger Mell 1922. Macrobrochis immaculata ingår i släktet Macrobrochis och familjen björnspinnare. Inga underarter finns listade i Catalogue of Life.